# Adenopterus tchambicus
Adenopterus tchambicus är en insektsart som beskrevs av Otte, D. 1987. Adenopterus tchambicus ingår i släktet Adenopterus och familjen syrsor. Inga underarter finns listade i Catalogue of Life.